# Koppersjön
Koppersjön är en sjö i Ronneby kommun i Blekinge och ingår i Nättrabyåns huvudavrinningsområde. Sjön är 6,8 meter djup, har en yta på 0,114 kvadratkilometer och är belägen 102 meter över havet. Vid provfiske har abborre, gädda, mört och sarv fångats i sjön.

## Delavrinningsområde
Koppersjön ingår i det delavrinningsområde (625683-147531) som SMHI kallar för Ovan Jössebäcken. Medelhöjden är 117 meter över havet och ytan är 33,07 kvadratkilometer. Räknas de 7 avrinningsområdena uppströms in blir den ackumulerade arean 106,74 kvadratkilometer. Avrinningsområdets utflöde Nättrabyån mynnar i havet. Avrinningsområdet består mestadels av skog (71 procent) och jordbruk (11 procent). Avrinningsområdet har 1,32 kvadratkilometer vattenytor vilket ger det en sjöprocent på 4 procent.